# Alfred Finkbeiner
Alfred Finkbeiner (* 7. Mai 1923 in Heilbronn; † 30. April 1992 ebenda) war deutscher Pädagoge und Sportfunktionär.

## Leben
Finkbeiner beantragte am 4. Januar 1940 die Aufnahme in die NSDAP und wurde zum 1. September 1941 aufgenommen (Mitgliedsnummer 8.599.468). Er schloss sich später der Waffen-SS an. Er wurde 1947 Lehrer in Großgartach und wechselte 1957 an die Silcherschule nach Heilbronn. 1962 kam er als Rektor an die Mädchenschule in der Rosenauschule, die noch im selben Jahr als Wilhelm-Hauff-Schule ausgegliedert wurde und der er weitere 15 Jahre als Rektor vorstand. Danach wurde er als Schulrat geschäftsführender Schulleiter aller Heilbronner Grund-, Haupt-, Real- und Sonderschulen. Zuletzt war er von 1982 bis 1986 Direktor des Heilbronner Schulamts.
Finkbeiner, der selbst in seiner Jugend als Torwart bei Fußball- und Eishockeymannschaften aktiver Sportler gewesen war, jedoch im Zweiten Weltkrieg eine achtzigprozentige Schwerbeschädigung davongetragen hatte, engagierte sich insbesondere für den Schulsport und war ab 1954 Schulfußball-Vorsitzender im Württembergischen Fußballverband, ab 1963 im Deutschen Fußball-Bund. Später war er Vorstandsmitglied und Vorsitzender des Jugendausschusses des DFB. Von 1983 bis 1987 war er Vorsitzender des Württembergischen Landessportbundes.

## Ehrungen
- Bundesverdienstkreuz am Bande (29. April 1983)[2]
- Goldene DFB-Nadel
- Goldene Münze der Stadt Heilbronn ausgezeichnet.
- Alfred-Finkbeiner-Straße in Heilbronn